# Resurs (Satellit)

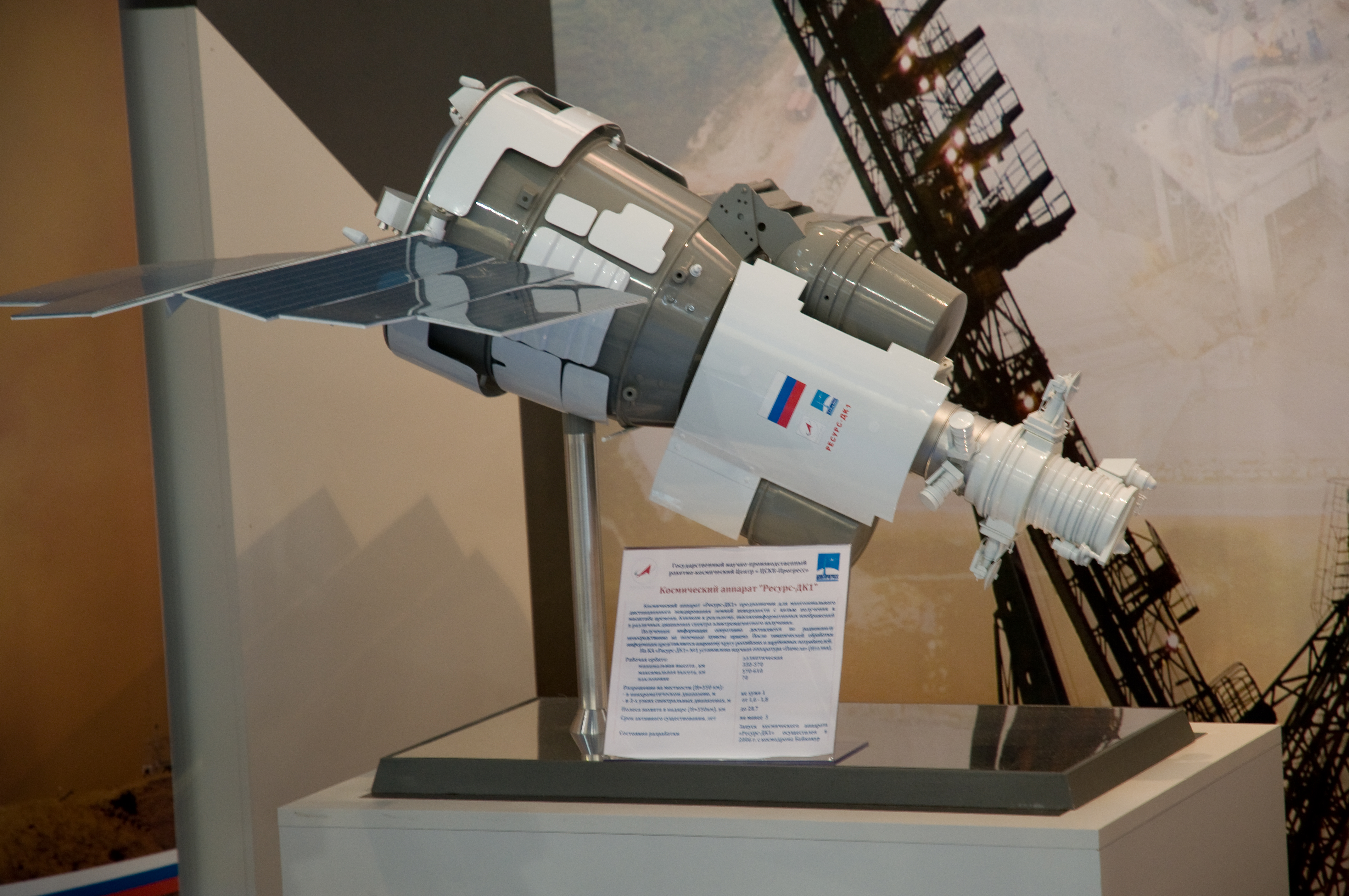
Modell des Resurs-DK-Satelliten

Resurs (russisch für „Ressource“) war ein Satelliten-Programm der ehemaligen UdSSR, das heute von Russland fortgesetzt wird. Alle insgesamt 88 (gestartete, geplante und gestrichene) Satelliten dienten und dienen zur Erdbeobachtung, nur zwei Testmissionen für die militärischen Almas-Raumstationen wurden unter dem Namen Resurs ins All gestartet. 

## Geschichte
Die erste Serie der Resurs-Satelliten mit der Bezeichnung F1 waren Erdbeobachtungssatelliten, bei denen die gemachten Aufnahmen in einer Wiedereintrittskapsel zurück zur Erde gebracht wurden. Diese Satelliten konnten bis zu 72.000 Aufnahmen machen. Die F1-Serie war mit 52 Satelliten die umfangreichste. Seit 1979 wurden die Resurs-Satelliten ständig weiterentwickelt. Zurzeit sind die Satelliten der P-Serie aktiv, die jedoch durch die PM-Reihe ersetzt werden sollen.

## Resurs-Versionen
Anmerkung: Einige Satelliten wurden als Kosmos-Satelliten gestartet und trugen die Bezeichnung "Resurs" nur als Zweitnamen.
| Version     | Andere Bezeichnungen | Anzahl      | Erster Start | Letzter Start | Masse    | Trägerraketen      | Startplätze | Orbit                  | Ankmerkungen                                                                    |
| ----------- | -------------------- | ----------- | ------------ | ------------- | -------- | ------------------ | ----------- | ---------------------- | ------------------------------------------------------------------------------- |
| Resurs-F1 1 | GRAU-Index: 17F41    | 28          | 05.09.1979   | 28.05.1986    | 6300 kg  | Sojus-U            | Plessezk    | SSO                    |                                                                                 |
| Resurs-OE   | GRAU-Index: 11F651   | 1           | 24.07.1983   | 24.07.1983    |          | Wostok-2M          | Baikonur    | 543 km × 593 km, 97,5° | Einzelsatellit, Prototyp der O1-Serie                                           |
| Resurs-O1   | GRAU-Index: 11F697   | 4           | 03.10.1985   | 10.07.1998    |          | Wostok-2M, Zenit-2 | Baikonur    | 660 km × 690 km, 98,8º |                                                                                 |
| Resurs-F1 2 | GRAU-Index: 17F40    | 7           | 10.07.1986   | 18.02.1988    | 6300 kg  | Sojus-U            | Plessezk    | SSO                    | ein Fehlstart                                                                   |
| Resurs-F2   | GRAU-Index: 17F42    | 11          | 26.12.1987   | 26.09.1995    | 6450 kg  | Sojus-U            | Plessezk    | SSO                    | ein nicht gestarteter Satellit                                                  |
| Resurs-F1 3 | GRAU-Index: 17F43    | 17          | 31.05.1988   | 24.08.1993    | 6300 kg  | Sojus-U            | Plessezk    | SSO                    | ein Fehlstart                                                                   |
| Resurs 500  | Zvezda Kolumba       | 1           | 15.11.1992   | 15.11.1992    | 6300 kg  | Sojus-U            | Plessezk    | SSO                    | Einzelsatellit                                                                  |
| Resurs-F1M  | GRAU-Index: 17F43M   | 2           | 18.11.1997   | 28.09.1999    |          | Sojus-U            | Plessezk    | 215 km × 240 km, 82,3° |                                                                                 |
| Resurs-DK   | GRAU-Index: 46KS     | 1           | 15.06.2006   | 15.06.2006    | 6570 kg  | Sojus-U            | Baikonur    | 567 km × 573 km, 69,9° | Einzelsatellit                                                                  |
| Resurs-P    | GRAU-Index: 47KS     | 5 (geplant) | 25.06.2013   | 13.03.2016    | 5920 kg  | Sojus-2.1b         | Baikonur    | 470 km × 480 km, 97,2° | vier Satelliten: Resurs-P 1, Resurs-P 2, Resurs-P 3, Resurs-P 4                 |
| Resurs-R    | GRAU-Index: 11F668   | 4 (geplant) | 29.11.1986   | 31.03.1991    | 18550 kg | Proton-K           | Baikonur    | 295 km × 305 km, 72,7° | ein Fehlstart, ein nicht gestarteter Satellit, Prototyp für Almas-Raumstationen |
| Resurs-O2   | GRAU-Index: 11F697   | 1           | -            | -             |          | Zenit-2            | Baikonur    | SSO                    | nicht gestartet                                                                 |
| Resurs-PM   |                      | 4 (geplant) | ?            | ?             |          | Sojus-2.1b         | Wostotschny | SSO                    | in Planung                                                                      |